# The Legend of Zelda: Tri Force Heroes
The Legend of Zelda: Tri Force Heroes (japanisch ゼルダの伝説 トライフォース3銃士, Zeruda no Densetsu: Toraifōsu San-jūshi, wörtlich: Die Legende von Zelda: Die drei Triforce-Musketiere) ist ein unter der Leitung von Nintendo entwickeltes Videospiel des Genres Action-Adventure für die Handheld-Konsole Nintendo 3DS. Im Juni 2015 wurde es auf der Electronic Entertainment Expo (E3) erstmals der Öffentlichkeit vorgestellt und mit dem Game Critics Awards als bestes Handheld-/Mobilspiel ausgezeichnet. Es kam weltweit im Oktober 2015 auf den Markt.
Das Spiel ist der 18. Titel der Serie The Legend of Zelda. Serientypisch übernimmt der Spieler darin die Rolle des Helden Link, der mit zwei Begleitern loszieht, um den Fluch einer Hexe zu brechen. Die Handlung setzt einige Jahre nach den Ereignissen von A Link Between Worlds ein.
Das Videospiel wurde von Nintendo Entertainment Analysis & Development und weiteren Studios unter der Regie von Hiromasa Shikata entwickelt. Die Idee zu Tri Force Heroes stammt aus dem Jahr 2009, die Planungen begannen jedoch erst 2013 etwa mit der Veröffentlichung von A Link Between Worlds.
Spielekritiker beurteilten Tri Force Heroes sehr unterschiedlich: Während die meisten das gemeinsame Spiel zu dritt lobten, bewerteten sie den Einzelspielermodus deutlich negativer. Daher zählt das Spiel zu den am schlechtesten bewerteten Titeln der Serie.

## Handlung
Tri Force Heroes handelt in der offiziellen Zeitlinie der Zelda-Serie einige Zeit nach den Ereignissen aus The Legend of Zelda: A Link Between Worlds und spielt sich in dem fiktiven modeorientierten Land Textilia ab. Der Spieler erlebt die Geschichte aus der Sicht eines der drei Protagonisten des Spiels, die gemeinsam auf Abenteuer gehen, um einen Fluch zu brechen. Bei der vom Spieler gesteuerten Figur handelt es sich um Link aus dem Vorgängerspiel, die anderen beiden sind unbekannten Ursprungs. Alternativ kann Link alleine mit zwei puppenartigen Doppelgängern von sich aufbrechen.
Die Prinzessin des Königreichs Textilia, Prinzessin Rüschlinde, wird von allen bis auf eine Hexe aus dem Lumpenland namens Lady Maude für ihren Modestil bewundert. Lady Maude verflucht die Prinzessin, welche dadurch ihrer schönen Kleider beraubt wird und fortan einen hässlichen schwarzen Ganzkörperanzug tragen muss, den sie nicht ablegen kann. Die Prinzessin schließt sich aus Scham daraufhin dauerhaft in ihre Gemächer ein. Durch ihr Verschwinden stürzt das Land in Trauer und die Bewohner trauen sich aus Angst davor, ebenfalls verflucht zu werden, nicht mehr, schöne Kleider anzuziehen. Verzweifelt über die Prinzessin und den Zustand des Landes entsinnt sich ihr Vater und König des Landes der Legende der Totem-Helden. Daraufhin gründet er eine Heldentruppe, genannt die Hexenjäger, und lässt überall nach den in der Legende beschriebenen Helden suchen.
Das Spiel setzt ein, als Link, ein junger Mann, eines Tages vom Gesuch des Königs nach den Helden der Legende erfährt, deren Beschreibung auf ihn zutrifft. Bestärkt von anderen Bewohnern, die in ihm ebenfalls einen geeigneten Kandidaten für das Gesuch des Königs sehen, geht er zum Schloss des Landes. Dort angekommen erkennt auch Graf Schnöselschick, der Kommandant der Hexenjäger, dass die Beschreibung der Legende auf Link zutrifft, und nimmt ihn in die Truppe auf. Als eine Regel der Truppe erklärt er Link, dass es nur gestattet sei, in einem Dreierteam loszuziehen. Bevor Link sich auf den Weg in das Lumpenland macht, erfährt er von der Schneiderin Madame Courture, dass sie die Schwester der Hexe sei und in der Lage, ein Kleid zu schneidern, um den Fluch zu brechen. Dafür benötige sie allerdings bestimmte Materialien, die sich im Lumpenland befinden würden. Mit zwei anderen Helden macht sich nun Link auf in das Lumpenland, wo sie nach vielen Kämpfen an verschiedenen Orten schließlich die gesuchten Materialien und die Hexe finden und diese besiegen.
Zurück in Textilia erhält Link das aus den Materialien geschneiderte Lady-Kleid von Madame Courture, mit dem Link Prinzessin Rüschlinde vom Fluch befreit, sodass sich diese wieder vor dem Volk zeigen kann. Mit den Bürgern von Textilia zelebrieren der König und die Prinzessin den Totem-Helden. Zurück im Schloss erhält Link von der Prinzessin und dem König als Belohnung für seine Taten den Ganzkörperstrumpf, in dem Rüschlinde durch den Fluch Lady Maudes zu verweilen gezwungen war. Zudem bittet der König Link, weiterhin seine Fähigkeiten für das Wohl Textilias einzusetzen.

## Spielmechanik
Tri Force Heroes ist ein Spiel des Genres Action-Adventure, dessen Spielmechanik hauptsächlich auf das gemeinsame Erkunden abgegrenzter Spielareale ausgelegt ist. Dazu müssen die drei Spielfiguren gemeinsam Rätsel lösen und Gegner bekämpfen. Der Spieler übernimmt, abhängig vom gewählten Spielmodus, die Steuerung von einer oder drei der Figuren. Diese sieht und steuert der Spieler meist aus der Vogelperspektive. Im Spielmodus Einzelspieler übernimmt der Spieler alle drei Figuren, während er im Mehrspieler-Modus nur eine Figur übernimmt und die anderen beiden von zwei menschlichen Mitspielern übernommen werden.
Neben der Haupthandlung, die nur alleine oder zu dritt gespielt werden kann, stehen Arenakämpfe für zwei oder drei Spieler zur Verfügung. Im Gegensatz zur Haupthandlung folgt der Spieler dabei keiner Geschichte, stattdessen dreht sich alles um ein Kräftemessen der Spieler im Kampf gegeneinander.
Mehrspielerpartien können sowohl online als auch lokal stattfinden. Um das Spiel lokal im Mehrspielermodus spielen zu können, muss mindestens einer der Spieler das Spiel besitzen. Die beiden anderen können das Spiel aus dem Netzwerk des Spielbesitzers herunterladen, spielen dann jedoch mit einigen Einschränkungen, etwa einer beschränkten Speicherfunktion.

### Spielwelt

Durch das Triforce kann das Lumpenland bereist werden

Die Spielwelt ist serientypisch in verschiedene thematische Gebiete aufgeteilt, die eine Flusslandschaft, eine Eislandschaft, eine Vulkanlandschaft, eine Wüste, eine Festung, den Himmel, einen Wald und einen Friedhof umfassen. Die Spielwelt ist im Gegensatz zu den meisten anderen Zelda-Spielen nicht zusammenhängend, sondern besteht aus abgetrennten Gebieten. Diese können vom Königsschloss Textilias, das gemeinsam mit der daran angrenzenden Stadt als Hub fungiert, aus bereist werden. Das spieleübergreifend vorkommende Triforce stellt dabei eine Teleportationsplattform für die Reise vom Schloss zu den Gebieten und innerhalb der Gebiete von einem Levelabschnitt zum nächstfolgenden Levelabschnitt dar. Für die Teleportation müssen sich alle Spieler mit ihren Spielfiguren beziehungsweise im Einzelspielermodus der Spieler mit allen drei Doppelgängern gleichzeitig auf das Triforce stellen. Ebenfalls serientypisch bietet jedes Gebiet spezifische auf die Thematik angepasste Aufgaben.
In jedem Gebiet gibt es jeweils vier verschiedene Level. Dadurch enthält das Spiel insgesamt 32 Level, die es zu bewältigen gilt. Um ein Level erfolgreich abzuschließen, gilt es vier Rätselkammern zu durchqueren und darin enthaltene Rätsel zu lösen und Gegner zu besiegen. Bei einigen Leveln stellt sich dem Spieler in der letzten Rätselkammer ein kampfstarker Endgegner entgegen. Nach Beenden eines Levels kann ein neues Level aus der Liste freigeschalteter Level ausgewählt und gespielt werden.

### Rätsel und Kämpfe

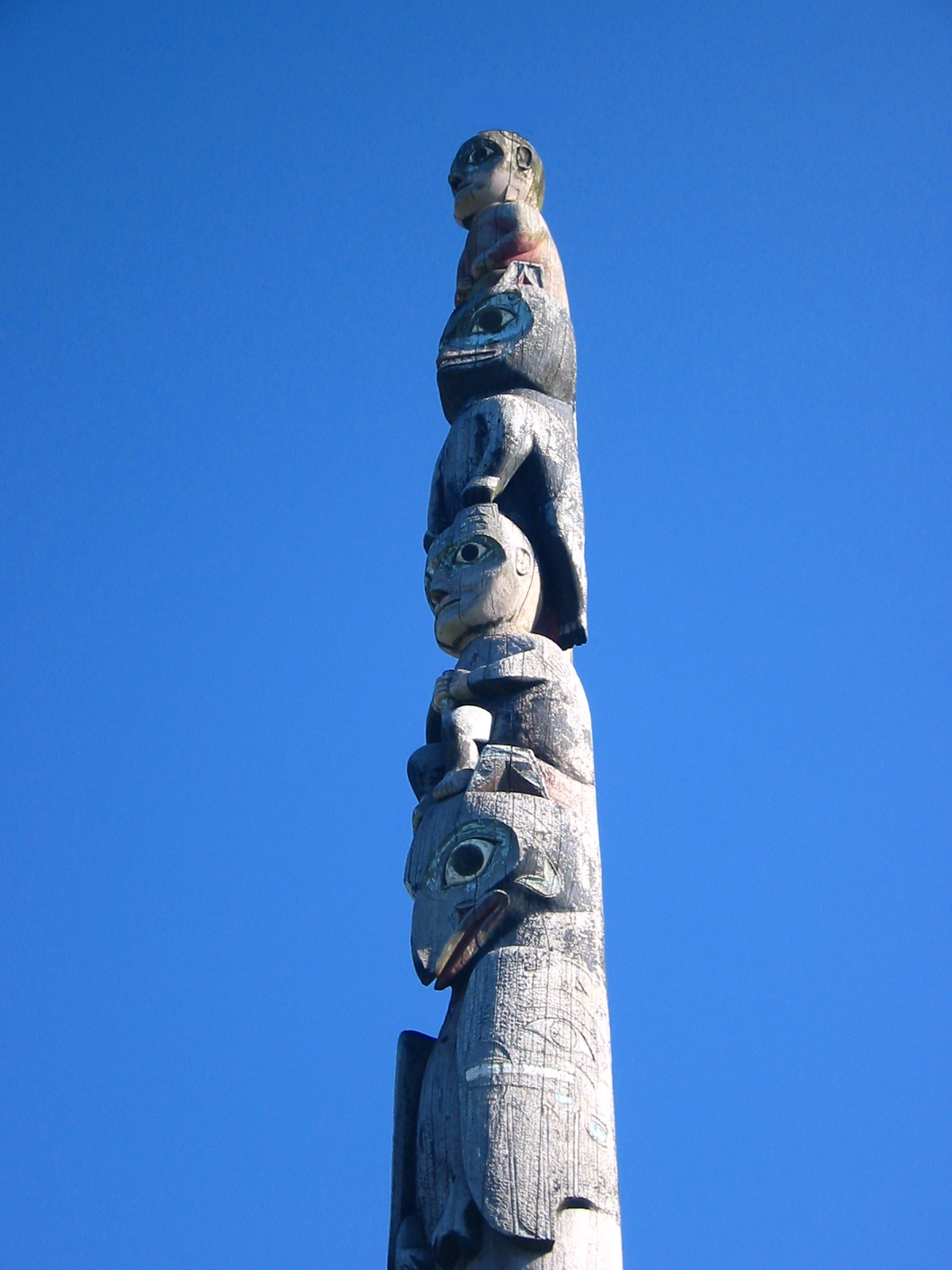
Ein beispielhaftes reales Totem (hier aus Holz), wie es im Spiel zwei oder drei der Figuren bilden können. Der unterste steuert die Bewegung; der oberste kann Gegenstände nutzen.

Rätsel müssen meist im Verbund mit allen drei Spielfiguren gelöst werden. Ebenso verlangen einige Gegner eine Zusammenarbeit der Spielfiguren. Für das Lösen bestimmter Rätsel oder das Besiegen besonderer Gegner ist oftmals ein besonderer Ausrüstungsgegenstand notwendig. Für das Erkunden höher gelegener Ebenen, das Lösen bestimmter Rätsel oder das Besiegen besonderer Gegner ist außerdem regelmäßig das Bilden eines Totems notwendig. Hierzu müssen sich, je nach erforderlicher Höhe des Totems, zwei oder drei Spielfiguren aufeinanderstapeln. Ausrüstungsgegenstände können nur vom obersten Spieler des Totems genutzt werden. Es gibt Rätsel und Gegner, die eine Kombination aus einer bestimmten Totemhöhe und einem Spieler an oberster Position mit geeignetem Ausrüstungsgegenstand benötigen, um gelöst beziehungsweise besiegt zu werden. Die Schwierigkeit der Rätsel und der Gegner in neuen Leveln steigt im Laufe des Spiels an und wird umso so größer, je weiter der Spieler in der Handlung fortschreitet.
Die im Mehrspieler meist notwendige Kommunikation und Koordination für Rätsel und in Kämpfen zwischen den Spielern erfolgt durch den Einsatz von acht vorhandenen Emoticons. Ein Spieler kann so beispielsweise durch das Emoticon „Hier her!“ den anderen Mitspielern mitteilen, dass sie zu ihm kommen sollen. Serientypisch sind Endgegner, besondere Gegner, die nur durch die richtige Taktik besiegbar sind. In Tri Force Heroes ist bei Endgegnern daher ein besonders enges Zusammenspiel aller Spieler durch intensive Kommunikation und Koordination erforderlich.
Wenn der Spieler im Einzelspielermodus alle drei Figuren übernimmt, ist stets nur eine Figur aktiv und die anderen beiden stehen bewegungslos an ihrer letzten Stelle. In dieser Zeit sind die beiden nicht aktiven Figuren allerdings auch unverwundbar. Um die Rätsel und Kämpfe absolvieren zu können, ist ein regelmäßiger Wechsel der aktiven Figur notwendig, da, wie im Mehrspieler auch, die Figuren nur gemeinsam die Level absolvieren können.
Alle drei Spielfiguren teilen sich gemeinsam die Lebensenergie, welche serientypisch aus einer bestimmten Anzahl von Herzen besteht. Diese verringern sich, wenn eine durch Gegner verletzt wird, Kontakt mit bestimmten Elementen im Spiel wie beispielsweise Feuer hat oder in einen Abgrund fällt, um ein Herz. Der Verlust aller Herzen führt dazu, dass das komplette Level gemeinsam von vorne begonnen werden muss. Lediglich der Einsatz einer eventuell im Gepäck vorhandenen Fee verhindert dies und führt dazu, dass nur der aktuelle Levelabschnitt von vorne begonnen werden muss.

### Ausrüstung
Die Hauptwaffe der Spieler ist ein Schwert, das jeder zu jeder Zeit mit sich führt. Zusätzlich können in den verschiedenen Leveln spezifische Gegenstände (sogenannte Items) wie zum Beispiel Bomben, Pfeil und Bogen, Wasserstab oder ein Bumerang eingesammelt werden. Diese können auch zum Lösen der Rätsel und zum Besiegen bestimmter Gegner notwendig sein. Die Spieler dürfen einmal eingesammelte Gegenstände allerdings nach der Beendigung des jeweiligen Levels nicht behalten und müssen stattdessen die in diesem Level vorhandenen Gegenstände bei jedem erneuten Besuch erneut finden.
Nach dem erfolgreichen Abschluss eines Levels erhalten die Spieler allerdings Materialien, die sie dauerhaft behalten dürfen. Aus diesen kann die Schneiderin neue Kostüme herstellen, die, wenn sie getragen werden, der Spielfigur spezielle Fähigkeiten verleihen. Diese können beispielsweise dazu führen, dass der Spieler statt nur einem Pfeil drei Pfeile gleichzeitig verschießen oder auf Lava laufen kann. Insgesamt gibt es im Spiel 36 Kostüme mit speziellen Fähigkeiten, wobei später online erwerbbare Zusatzinhalte nicht inkludiert sind. Die Kostüme erleichtern allerdings nur das Spiel und sind nicht wie die anderen Gegenstände für den Fortschritt der Level notwendig. Neben der Möglichkeit, Materialien direkt zu erhalten, hat der Spieler außerdem die Möglichkeit, mittels in den Leveln eingesammelter Rubine einige Materialien bei Händlern zu kaufen. Rubine stellen die Währung in Tri Force Heroes, wie in allen Spielen der Serie, dar und können durch das Besiegen von Gegnern oder das Zerstören von Vasen, Büschen oder ähnlichem in unterschiedlicher Wertigkeit erhalten werden. Zusätzlich kann der Spieler ab einem gewissen Fortschritt im Spiel Spezialmissionen angehen, in denen er seltene Materialien erhalten kann, die er ansonsten im Spiel nirgendwo findet.

### Arenakämpfe
Kämpfe in der Arena gegeneinander können zu zweit oder zu dritt ausgefochten werden und sind nicht für den Fortschritt im Spiel notwendig. Die Spieler kämpfen dabei nur für sich selbst und teilen sich daher keine Lebensenergie. Um einen Arenakampf zu gewinnen, gilt es in einer festgelegten Zeit weniger Schaden einzustecken, als die Gegner einstecken müssen. Die Arenen gibt es in unterschiedlicher Form und Größe und sind thematisch in den Gebieten der Spielwelt der Haupthandlung angesiedelt. Zur Auswahl stehen acht verschiedene Arenen, deren Auswahl, wie die Level in der Haupthandlung, per Abstimmung erfolgt. Dem Sieger in der Arena winken als Belohnung seltene Materialien für neue Kostüme, die im Einzelspieler nicht gefunden werden können.
Das Prinzip der ausrüstbaren Gegenstände ist identisch mit dem der Haupthandlung. Die Spieler können sich ebenfalls vor dem Kampf für eines der ihnen zur Auswahl stehenden Kostüme entscheiden. Zum Kämpfen stehen ihnen das Schwert sowie Gegenstände, die sie ebenso in der Arena einsammeln können, zur Verfügung.

## Entwicklung

### Überblick
Die Idee für Tri Force Heroes hatte Hiromasa Shikata zum ersten Mal im Jahr 2009 während der Entwicklung von The Legend of Zelda: Spirit Tracks, bei der er als Spieldesigner arbeitete. Shikata hatte den Wunsch, selbst ein Mehrspieler-Zelda-Spiel zu entwickeln. In einem Interview gab er hierzu an:

“[We] had wanted to do more multiplayer Zelda … and in [Spirit Tracks] there’s a portion where you control the Phantoms. That element really intrigued me and brought out the idea that I wanted to try multiplayer as well.”

„[Wir] wollten mehr Mehrspieler-Zelda[-Spiele] machen … und in [Spirit Tracks], da gibt es eine Stelle, wo du die Phantome kontrollierst. Dieses Element faszinierte mich und brachte mich zu der Idee, dass ich auch versuchen wollte, Mehrspieler[-Spiele] zu machen.“

Shikatas Interesse, ein Mehrspieler-Zelda selbst zu entwickeln, ruhte von da an allerdings bis zur Entwicklung des nächsten Zelda-Spiels A Link Between Worlds, bei dem er zum ersten Mal in seinem Leben die Rolle des Directors übernahm.
Nach der Fertigstellung von A Link Between Worlds begann man mit der Planung, Konzeptionierung und anschließenden Entwicklung. Der Großteil der Planung erfolgte durch das Studio Nintendo Entertainment Analysis & Development, eine Abteilung von Nintendo, die kurz vor der Veröffentlichung mit einer anderen Nintendo-Abteilung zu Nintendo Entertainment Planning & Development fusionierte. Im Gegensatz zum sonst üblichen Ablauf bei der Entwicklung von Zelda-Spielen gab es diesmal ein eigenes Team, das sich nur um Tri Force Heroes kümmerte. Damit sollte verhindert werden, dass sich das ebenfalls in Entwicklung befindliche Spiel The Legend of Zelda: Breath of the Wild verzögerte. Die Konzeptionierung und Programmierung erfolgte gemeinsam mit den externen Studios Grezzo, Systems Research & Development und dem Nintendo-eigenen 1-UP Studio. Geleitet wurde die gesamte Entwicklung von Hiromasa Shikata, der zum zweiten Mal hintereinander die Rolle des Directors übernahm, sowie von Eiji Aonuma in der Rolle des Produzenten. Grezzo, das bereits Erfahrung mit Zelda-Spielen auf dem Nintendo 3DS hatte, plante und entwickelte einen Großteil des Spiels.
Den Soundtrack des Spiels verfasste zum zweiten Mal nach A Link Between Worlds der Videospielkomponist Ryō Nagamatsu von der Nintendo Entertainment Analysis & Development Sound Group. Eine Sprachausgabe umfassen Zelda-Spiele serientypisch nicht. Lediglich die Ausrufe der Charaktere sind vertont.

### Design-Entscheidungen
Die Idee für Tri Force Heroes, dass Link verschiedene Kostüme im Spiel anziehen kann, war bisher in der Serie noch nicht vorgekommen. Um sich sicher zu sein, dass die Spieler das neue Element annehmen würden, befragte Nintendo Menschen in den USA und Japan nach ihrer Meinung hierüber. Der Konsens der Befragung war, dass die Befragten kein Problem mit Kostümen für Link hätten, wodurch der Weg für die Umsetzung frei war. Neben dem dadurch für die Entwickler positiven Effekt, den Spielern mehr Variationen in ihrer Spielweise durch die Kostüme mit ihren speziellen Effekten zu ermöglichen, erhoffte man sich, dass das Spiel so auch für Mädchen interessanter würde.
Als sich die Frage nach der Kommunikation der Spieler untereinander stellte, entschied sich das Studio gegen eine stimmenbasierte Kommunikation und für den Einsatz von Emoticons. Dies sollte verhindern, dass Spieler, die im Spiel bereits weiter fortgeschritten waren, den weniger weit fortgeschrittenen die Lösung der Rätsel verraten konnten.
Zu Beginn der Entwicklung war kein Einzelspielermodus geplant, da Hiromasa Shikata sich allein auf den Drei-Spieler-Mehrspielermodus konzentrieren wollte. Erst später brachte Produzent Eiji Aonuma den Vorschlag ein und man fing an, über einen Einzelspielermodus nachzudenken. Schließlich hatte man eine Lösung mit den steuerbaren Puppen, die dann auch ihren Weg ins fertige Spiel fand.

### Technik
Das Spiel kann auf einem Nintendo 3DS oder einem Nintendo 2DS gespielt werden und befindet sich auf einem Nintendo-3DS-Spielmodul oder, wenn es online im Nintendo eShop erworben wird, als Download im internen Speicher der Konsole.
Als Spielengine kommt die im Vorgänger A Link Between Worlds genutzte Engine zum Einsatz. Wie beim Vorgänger werden die Spielwelt und die Spielfiguren daher mithilfe dreidimensionaler Polygone in Echtzeit berechnet und dargestellt. Ebenso ist es dadurch möglich, das Spiel wie üblich auf dem Nintendo 3DS wahlweise in 2D oder autostereoskopisch in 3D darstellen zu lassen. Als Bildwiederholfrequenz wurde wie im Vorgänger 60 Bilder pro Sekunde realisiert, was für eine flüssige Spieldarstellung sorgen soll. Im Vergleich zum Vorgänger wurde allerdings die Kamera-Perspektive etwas anders justiert, damit alle drei Spieler besser gleichzeitig auf einem Bildschirm sichtbar sind.
Der obere und der untere Bildschirm des Nintendo 3DS werden für die Darstellung unterschiedlicher Informationen genutzt. Auf dem oberen Bildschirm wird die Spielwelt mit den Spielfiguren und den Gegnern dargestellt. Außerdem finden sich dort die Herzleiste, der Magiebalken und die Anzahl Rubine. Auf dem unteren Bildschirm, der über Berührung gesteuert wird, finden sich Informationen zu allen Spielern. Im Einzelspielermodus kann dort auch die aktive Figur ausgewählt werden. Zusätzlich finden sich dort Informationen über das aktuell gespielte Level und die verfügbare Anzahl der lebensrettenden Feen. In großen quadratischen Feldern werden alle acht verfügbaren Emoticons dargestellt, die ebenfalls mit einer Berührung aktiviert werden können. Das aktivierte Emoticon erscheint dann auf dem oberen Bildschirm der anderen Spieler.

## Veröffentlichung

### Ankündigung
Tri Force Heroes wurde der Öffentlichkeit zum ersten Mal auf dem Nintendo E3 Digital Event, einer im Internet stattfindenden Veranstaltung von Nintendo parallel zur US-amerikanischen Computerspielemesse E3 2015, am 16. Juni 2015 der Öffentlichkeit vorgestellt. Als Veröffentlichungszeitraum wurde der Herbst des gleichen Jahres genannt. Im Zuge der Vorstellung wurden als erste Details zum kommenden Spiel der Fokus auf den Mehrspieler, die Totem-Funktion und die auswechselbaren Kostüme bekannt gegeben.
Einige Tage später wurden, ebenfalls im Rahmen des Nintendo E3 Digital Event, weitere Details zum Spiel bekannt gegeben. Dabei wurde zum ersten Mal davon gesprochen, dass die Handlung nicht zu zweit gespielt werden kann. Stattdessen wurde die Möglichkeit, das Spiel auch alleine absolvieren zu können, preisgegeben. Für zwei oder drei Spieler verfügbare Einer-gegen-Einen- oder Einer-gegen-Alle-Arenakämpfe wurden als Colloseum-Mode vorgestellt.
Auf der deutschen Messe für interaktive Unterhaltungselektronik gamescom im Jahr 2015 in Köln wurde schließlich der endgültige Veröffentlichungstermin für den 23. Oktober 2015 bekannt gegeben.

### Markteinführung
Das Spiel erschien schließlich in Japan am 22. Oktober 2015. Am folgenden Tag kam Tri Force Heroes auch in Europa, den Vereinigten Staaten und Kanada sowie am 24. Oktober 2015 in Australien auf den Markt. Die Veröffentlichung wurde von der um die Welt tourende Konzertreihe The Legend of Zelda: Symphony of the Goddesses begleitet, die in der Zeit vor der Veröffentlichung unter dem Zeichen von Tri Force Heroes stand.
Einige Wochen nach der Veröffentlichung wurde ein umfangreiches Update für den 3. Dezember 2015 angekündigt, das ein neues Gebiet zum Erkunden sowie weitere Neuerungen beinhaltet. Das neue Gebiet enthält statt der üblichen 4 Level pro Gebiet 30 Level. Eine weitere Neuerung, die das Update unter anderem bietet, ist ein neues Matchmaking-System, wodurch Spieler bei der Spielersuche mit Spielern, die eine ähnliche Spielweise haben, zusammenkommen sollen.
Am 22. Dezember 2015 erschien das nächste Update, das neben einigen Fehlerkorrekturen dem Spiel sogenannte Heldenpunkte hinzufügte. Diese erhalten die Spieler im Mehrspielermodus für das erfolgreiche Beenden eines Levels, für das sie in der Levelauswahl nicht gestimmt hatten, oder im Einzelspielermodus für das Abschließen von Spezialmissionen. Für eine bestimmte Anzahl an Punkten können sie beim Händler für weitere Kostümmaterialien eingetauscht werden, wodurch die Spieler eine weitere Möglichkeit gewonnen haben, ihnen noch fehlende Materialien zu erhalten. Mithilfe der Heldenpunkte soll ein Anreiz geschaffen werden, dass Spieler nicht vorzeitig aus dem Spiel aussteigen, weil sie nicht für das Level gestimmt hatten.

### Verkaufszahlen
Laut dem Marktforschungsunternehmen GfK Chart-Track erreichte Tri Force Heroes im Vereinigten Königreich in der ersten Woche, die am Tag nach der Erscheinung des Spiels endete, den elften Platz der ermittelten Videospielcharts. In der darauffolgenden Woche fielen dort die Verkaufszahlen auf den 32. Platz ab. In Japan stieg Tri Force Heroes auf Platz 1 der Videospielecharts mit ungefähr 54.000 verkauften Einheiten ein. Trotz der Platzierung betrugen die verkauften Exemplare nicht einmal ein Viertel der Verkaufszahlen des Vorgängers innerhalb des gleichen Zeitraums. In Nordamerika verkaufte sich, den Angaben des Marktforschungsunternehmens NPD Group zufolge, Tri Force Heroes im Oktober 2015 ungefähr 83.000 Mal. Der Vorgänger verkaufte sich im selben Zeitraum mit etwa 280.000 Kopien deutlich häufiger.
Die Website VGChartz schätzte die gesamten Verkaufszahlen bis zum 28. November 2015 in Nordamerika auf 220.000 Kopien (44 Prozent Anteil), in Europa auf 140.000 Kopien (27,9 Prozent Anteil), in Japan auf 110.000 Kopien (21,3 Prozent Anteil) und im Rest der Welt auf 30.000 Kopien (6,7 Prozent Anteil). Insgesamt wurden 490.000 Kopien verkauft.
Am 2. Februar 2016 gab Nintendo die aktuellen weltweiten Verkaufszahlen für seine Spiele bekannt und bezifferte diese bei Tri Force Heroes auf 1,08 Millionen Stück.

## Rezeption

### Rezensionen
Tri Force Heroes erhielt gemischte Kritiken. Bei GameRankings, einer Website für Medienbewertungen, erzielte das Spiel eine Durchschnittsbewertung von 72 Prozent. Bei Metacritic, einer anderen Datenbank für Medienbewertungen, erreichte es einen Wertungsschnitt von 73 von 100 Punkten.
Patrick Mittler vom deutschsprachigen Computerspielemagazin GamePro lobte vor allem den Mehrspieler, der „zu dritt ein(en) Riesenspaß“ mache. Die Geschichte sei im Vergleich zu anderen Zelda-Spielen jedoch eher belanglos. Die Kommunikation über Emoticons sei okay, da sonst die zu einfachen Rätsel noch einfacher werden würden. Der Spaßfaktor des Spiels sei vergleichbar mit den New-Super-Mario-Titeln. Da Tri Force Heroes aber im Gegensatz zu jenen sehr Rätsel-lastig sei, halte sich der Wiederspielwert in Grenzen. Negativ sei dabei das für das Sammeln der Materialien zwangsweise Wiederholen der Level, da die Rätsel bereits beim zweiten Mal weniger Spannung bieten und spätestens ab der dritten Wiederholung „zur mühsamen Wiederholungsarbeit“ ausarten würden. Negativ wurde in dem Zusammenhang auch bewertet, dass, wenn sich die Spieler nicht einig werden bei der Levelauswahl, dieses per Zufall entschieden werde und man zum Spielen bestimmter Level gezwungen werde. Der Einzelspieler-Modus wurde als deutlich weniger spaßig bewertet, der zudem an dem Problem kranke, dass das gleichzeitige Steuern aller drei Figuren in „ziemlich knifflige Fingerübungen“ ausarten könne.
Die Spielewebsite GameSpot vergab Tri Force Heroes mit fünf von zehn erreichbaren Punkten eine der schlechtesten Wertungen. Der Autor Mike Mahardy beschrieb das Spiel als eine drastische Abkehr von der Tradition der Serie. Die Bewertung begründet er damit, dass das Spiel zwar manchmal wirkliches Potential zeige, indem das clevere Design sogar den besten Titeln der Serie Konkurrenz mache, diese Momente seien aber selten und die Zeit dazwischen sehr lange. Nintendo habe zwar schon früher an den Haaren herbeigezogene Zelda-Geschichten erzählt, aber dieses Spiel treibe es noch weiter. Es erzähle die Geschichte von Fashion-Gurus und Designeranzügen zusammen mit exzentrischen Persönlichkeiten und Modetipps. Anfangs habe ihn die skurrile Handlung noch fasziniert, aber dies sei mit der Zeit durch schlecht geschriebene Charaktere und „unfassbar“ schlechte Handlungspunkte verschwunden.
Jose Otero von der Spielewebsite IGN kam zu der Einschätzung, dass das Spiel alles hat, was einen großartigen Koop-Multiplayer ausmacht. Dies seien Level, die nach Teamwork verlangen, clevere Spielmechaniken und eine Menge Slapstickkomödie, die dabei entsteht, wenn man gemeinsam mit Freunden versucht, die Rätsel zu lösen. Am meisten mache das Spiel Spaß, wenn die Level verlangen, dass jeder der Spieler eine bestimmte Rolle spielen muss, um vorwärtszukommen. Insbesondere die Bosskämpfe würden durch die benötigte intensive Zusammenarbeit der Spieler zeigen, was Tri Force Heroes großartig mache. Das Spiel kombiniere seiner Meinung nach außerdem gelungen die Perspektive und Spielweise aus dem Zelda-Spiel A Link to the Past und den Items der klassischen Zelda-Spiele mit dem neuen Totem-Feature.
Matt Peckham vom US-amerikanischen Time-Magazine bezeichnete das Spiel als das eigenartigste Zelda-Spiel seit Jahrzehnten. Es fühle sich sowohl einzigartig gemessen am ganzen Zelda-Franchise an, als auch vielschichtig, was die Herangehensweise an das Spiel durch die Wahl zwischen den drei Spielmodi betreffe. Das heiße aber nicht, dass alle Spielmodi gleich gut funktionieren würden. Er findet, dass bestimmte Rätsel schlecht geeignet sind, im Einzelspielermodus zu lösen. Dennoch sei er fasziniert, dass Nintendo es geschafft habe, drei so unterschiedliche Erfahrungen in ein Spiel zu integrieren.

### Auszeichnungen
Im Vorfeld der Veröffentlichung wurde das Spiel mit drei Auszeichnungen geehrt. Die Jury der E3 verlieh dem Spiel im Rahmen der Game Critics Awards 2015 die Auszeichnung des besten Handheld-/Mobilspiels. IGN verlieh basierend auf den auf der E3 2015 vorgestellten Spielen eigene Auszeichnungen. Dabei gewann Tri Force Heroes in der Kategorie des besten 3DS-Spiels den IGN’s Best of E3 2015 Award. Auf der gamescom 2015 wurde Tri Force Heroes mit dem gamescom Award 2015 in der Kategorie Bestes Mobilspiel (inkl. Handheld, iOS, Android, Windows) als Gewinner ausgezeichnet.

## Einordnung in dieZelda-Reihe
Tri Force Heroes unterscheidet sich in seinem Spielaufbau und -ablauf teils stark von anderen Ablegern der Serie. So gibt es keine offene Oberwelt, keine erweiterbare Herzleiste, keine in Leveln versteckte Items, kein Backtracking für das Lösen von raumübergreifenden Rätseln und keine leeren Flaschen, die zum Aufbewahren bestimmter Objekte in den meisten Spielen der Reihe essentiell sind. Die der Serie ihren Namen gebende Prinzessin Zelda taucht ebenfalls im Spiel nicht auf. Dies ist allerdings nicht das erste Mal, dass sie keinen Auftritt hat.
Die Ausrüstungsgegenstände, die in jedem Zelda-Spiel eine große Rolle spielen, gibt es nur in stark begrenztem Ausmaß. Statt dass der Spieler im Verlauf der Handlung immer neue Items suchen und seiner Sammlung einverleiben muss, müssen die Spieler in jedem Level erneut Items aufsammeln. Dadurch bedingt existiert das serientypische Inventar zum Verwalten und Auswählen der Items nicht. Ebenso fehlt der in vielen Vorgängern vorhandene, zur Standardausrüstung gehörende Schild von Link, mit dem er die Angriffe seiner Gegner abwehren kann.
Das in den anderen Spielen der Serie meist wichtigste Objekt, das Triforce, hat in Tri Force Heroes, trotz der Ähnlichkeit des Titels mit dem Objekt, als Teleportationsplattform nur eine sehr untergeordnete Rolle. In anderen Spielen stellt es hingegen die größte Macht der Welt dar. Diese von den drei Göttinnen, die die Welt erschaffen haben, auf der Erde zurückgelassene Macht besitzt dort die Fähigkeit, dem Besitzer jeden Wunsch zu erfüllen und die Welt so ins Licht oder ins Verderben stürzen zu lassen.
Während die meisten Zelda-Spiele komplett auf den Einzelspieler ausgelegt sind und überhaupt keinen Mehrspieler beinhalten, richtet sich Tri Force Heroes primär auf den Mehrspieler aus. Zwar gab es bereits andere Mehrspieler-Zelda-Spiele wie Four Swords und Four Swords Adventures, diese fokussierten aber, wie der Name schon andeutet (engl. Four Swords, übersetzt: Vier Schwerter), auf das Zusammenspiel von vier Spielern. Obwohl Four Swords Adventures, im Gegensatz zu Four Swords, auch einen Einzelspielermodus bietet, funktioniert dieser etwas anders als in Tri Force Heroes. Wenn Four Sword Adventures alleine gespielt wird, dann folgen dem Spieler die anderen drei Figuren auf Schritt und Tritt in einer Reihe.
Aufgrund der vielen Unterschiede von Tri Force Heroes zu anderen Teilen der Serie wird es von manchen Publikationen als ein Ableger (auch als Spin-off bekannt) der Serie bezeichnet. Durch die offizielle Einordnung in die Chronologie der Serie handelt es sich allerdings nicht um einen Ableger, sondern um einen Teil der Hauptserie. Der Chronologie folgend handelt es sich bei dem darauffolgenden Teil um The Legend of Zelda von 1986, den ersten Teil der Serie.